# جيف فيليبس (مغني)
جيف فيليبس (بالإنجليزية: Jeff Phillips)‏ هو مغني أسترالي، ولد في نوفمبر 1948 في Canning River ‏ في أستراليا.

## وصلات خارجية
- جيف فيليبس على موقع IMDb (الإنجليزية)
- جيف فيليبس على موقع ميوزك برينز (الإنجليزية)
- جيف فيليبس على موقع ديسكوغز (الإنجليزية)